# جامع أرومية
جامع أرومية هو مسجد في مدينة أرومية، بإيران، المسجد يقع في الجزء القديم من المدينة وتم بنائه في القرن الثالث عشر خلال عهد الدولة الإلخانية.

## معرض الصور

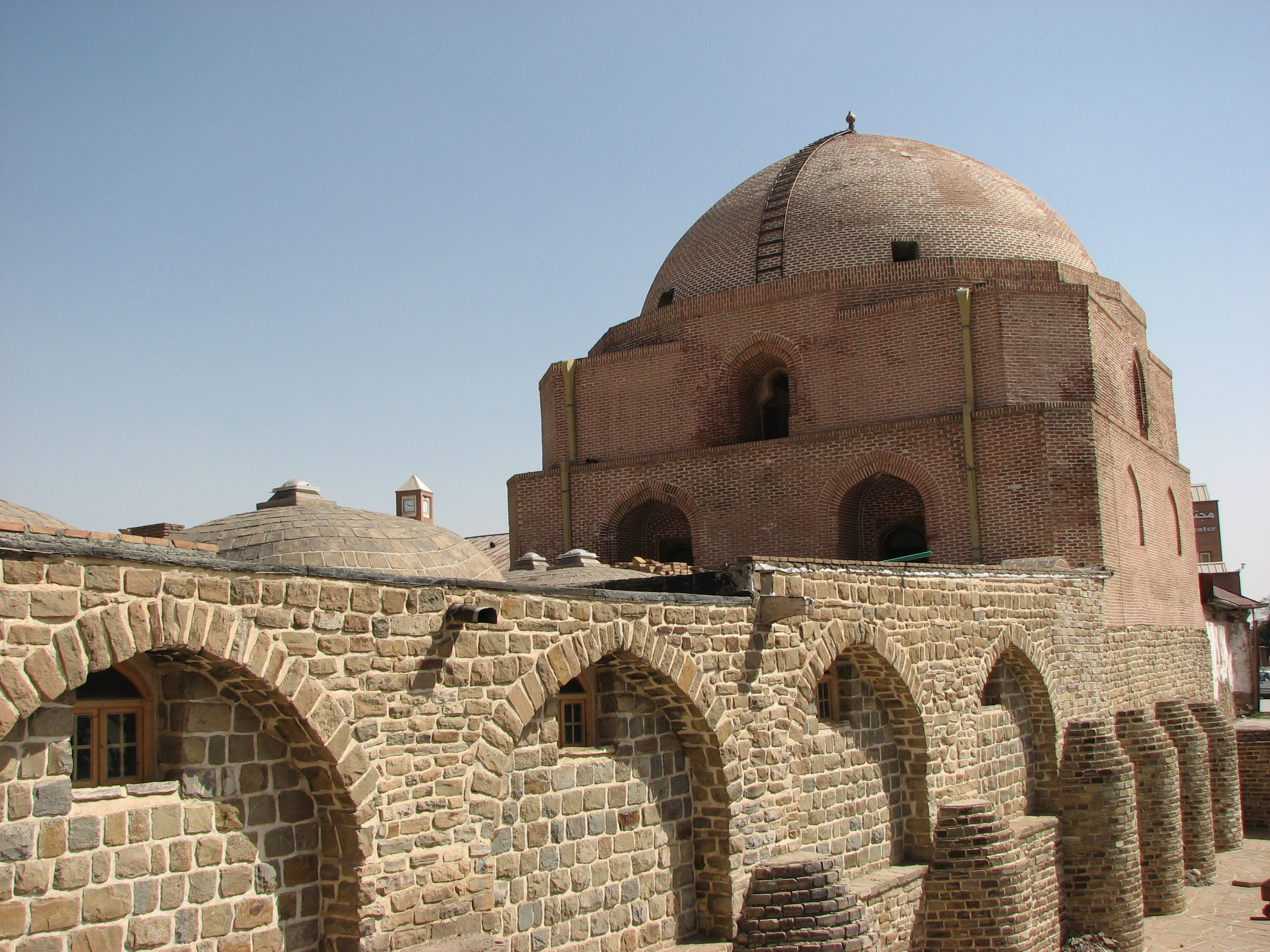
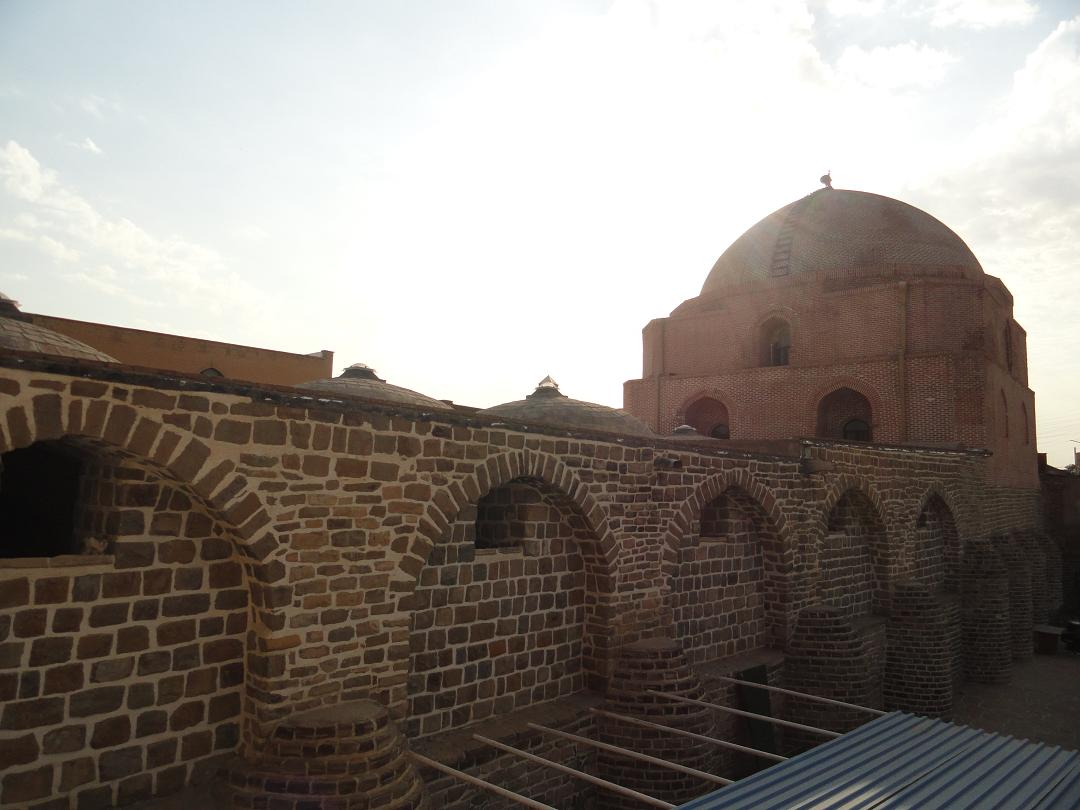
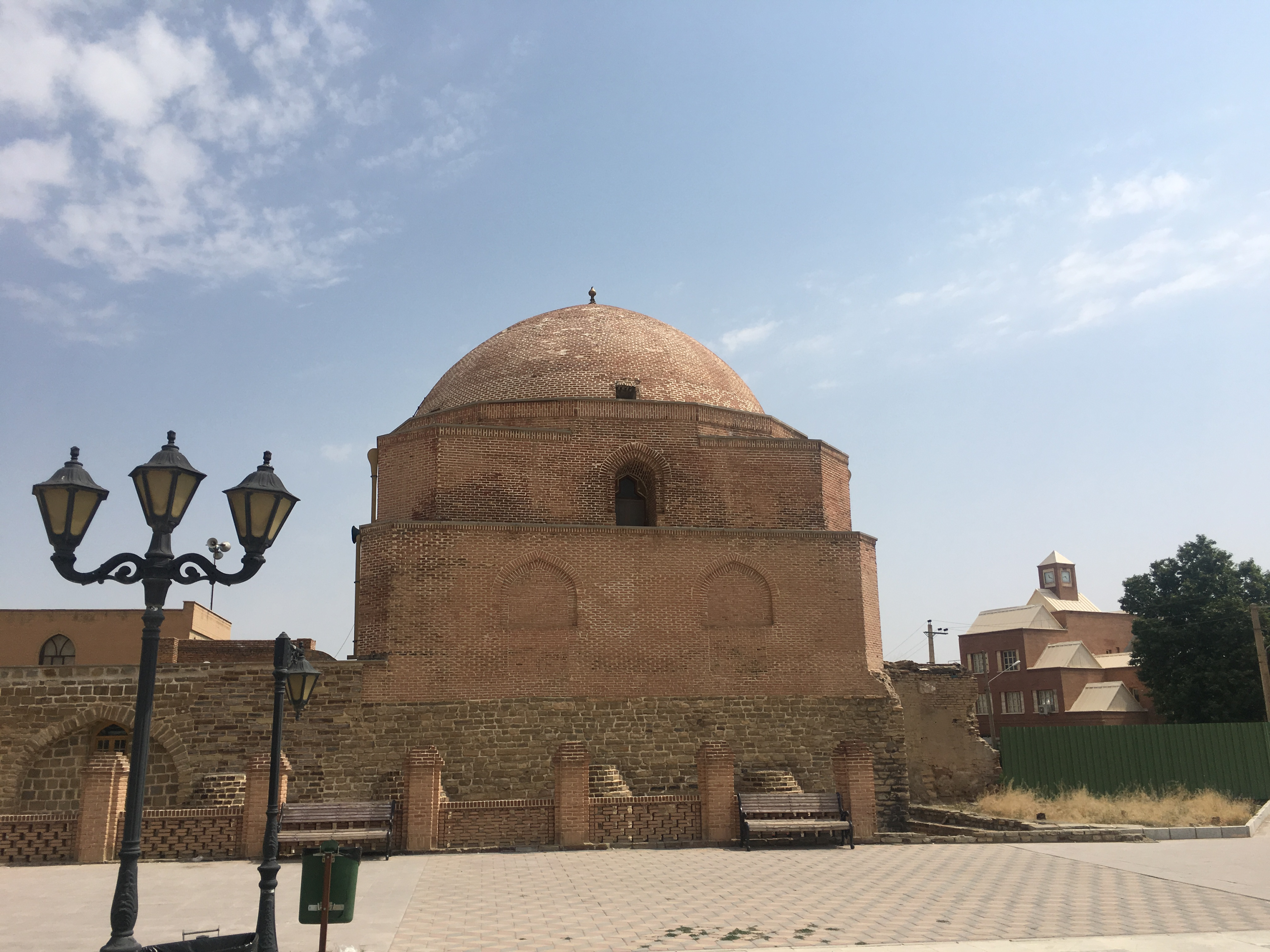
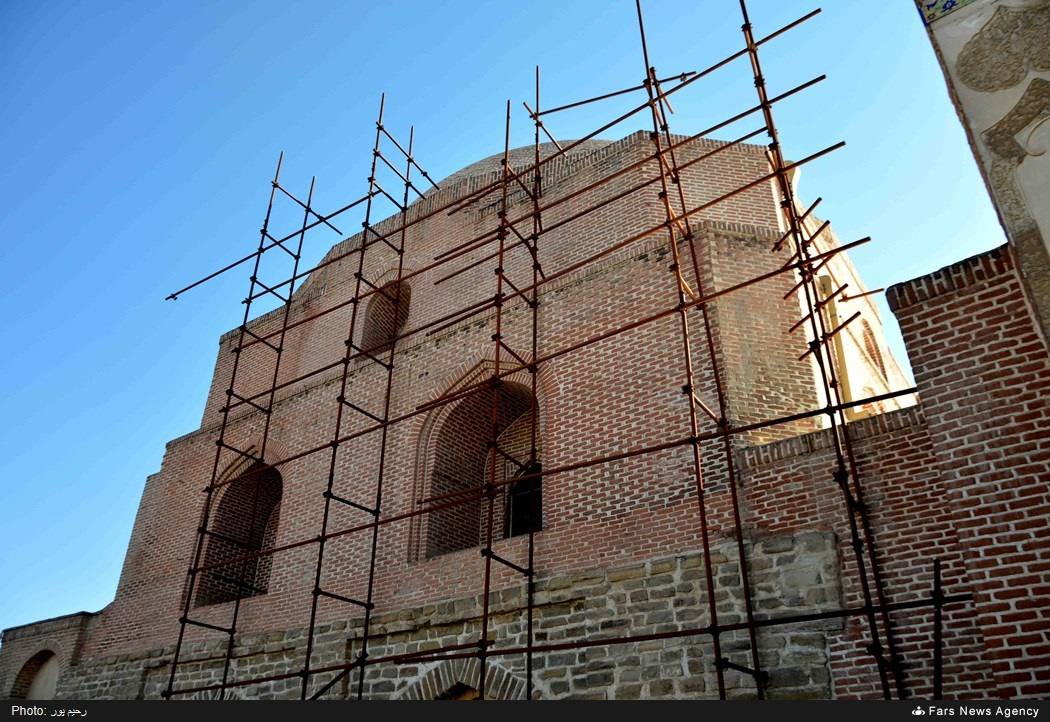
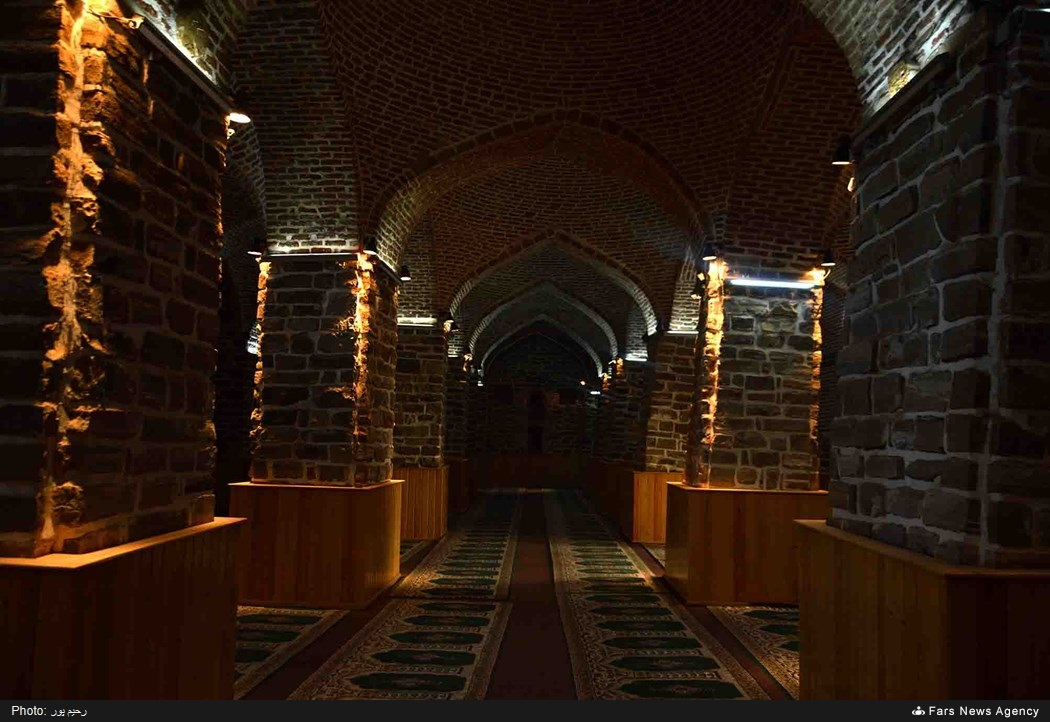
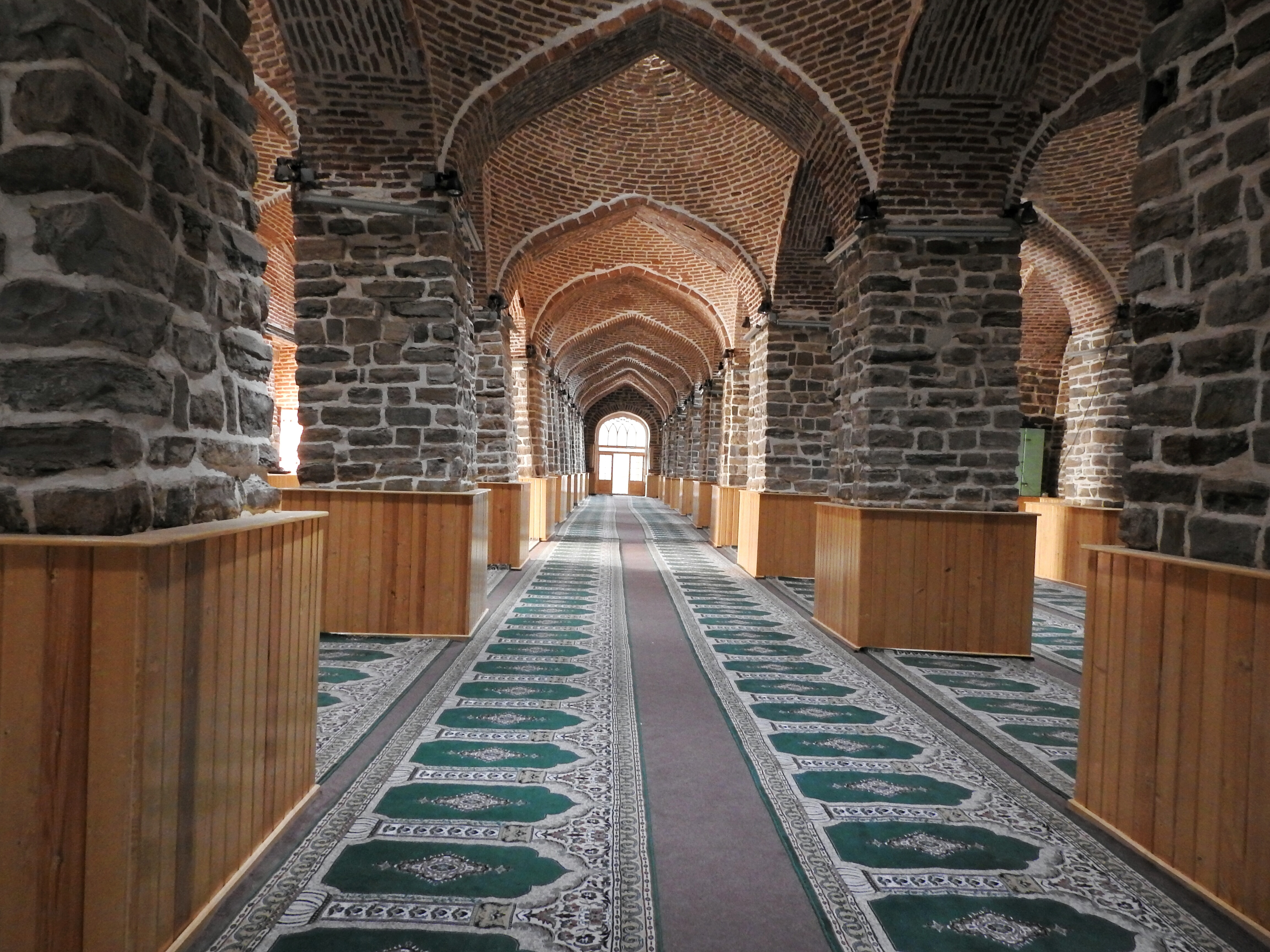
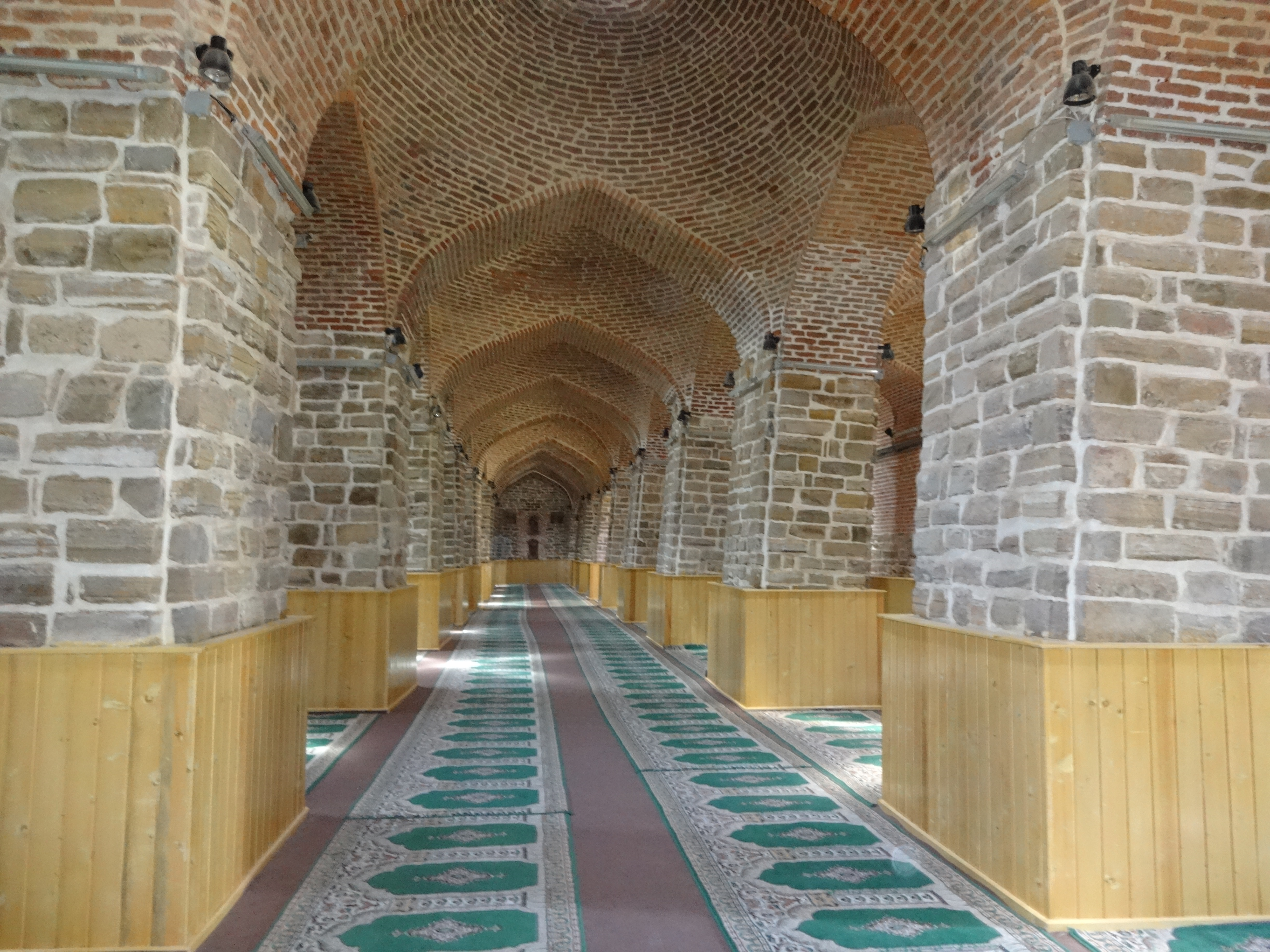
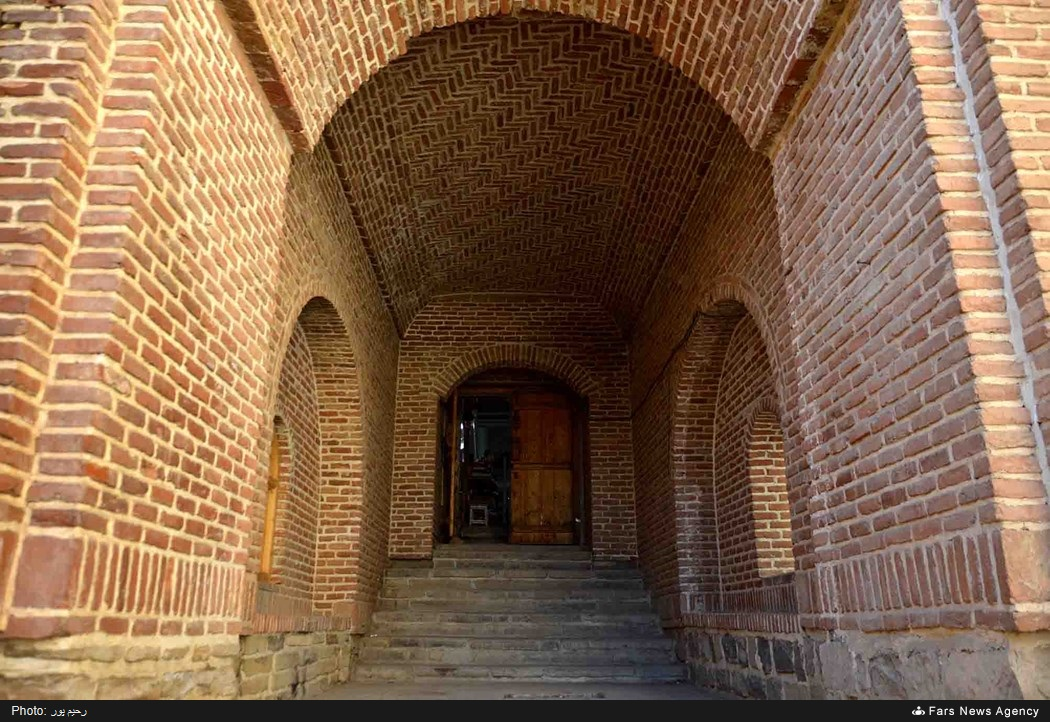
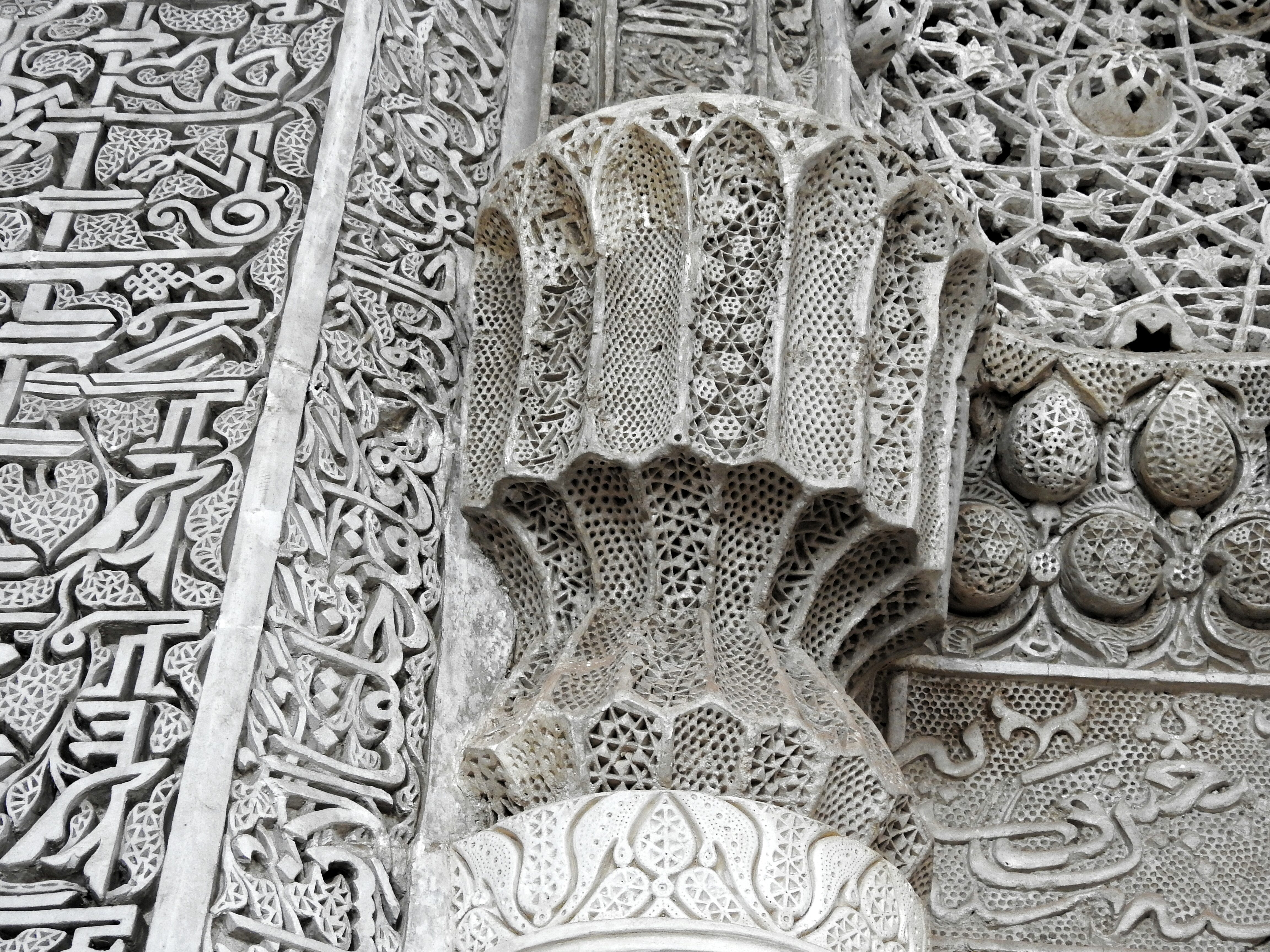
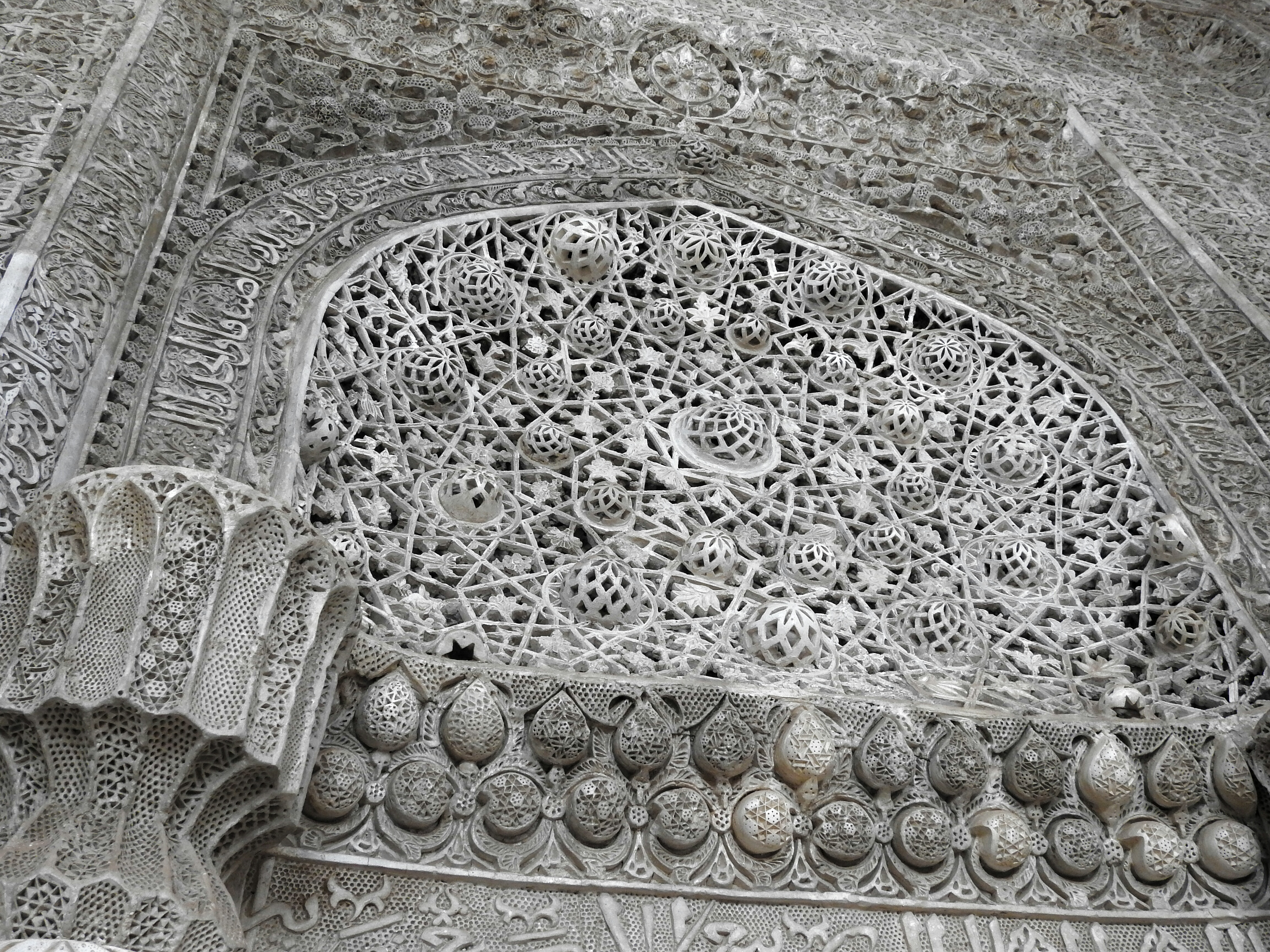
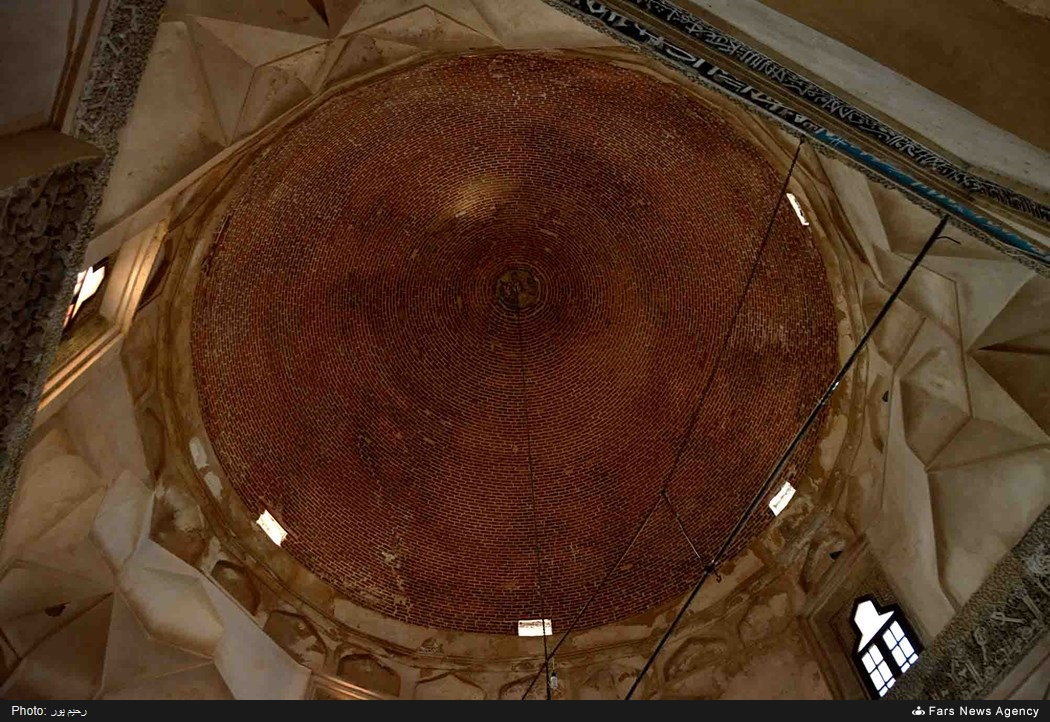
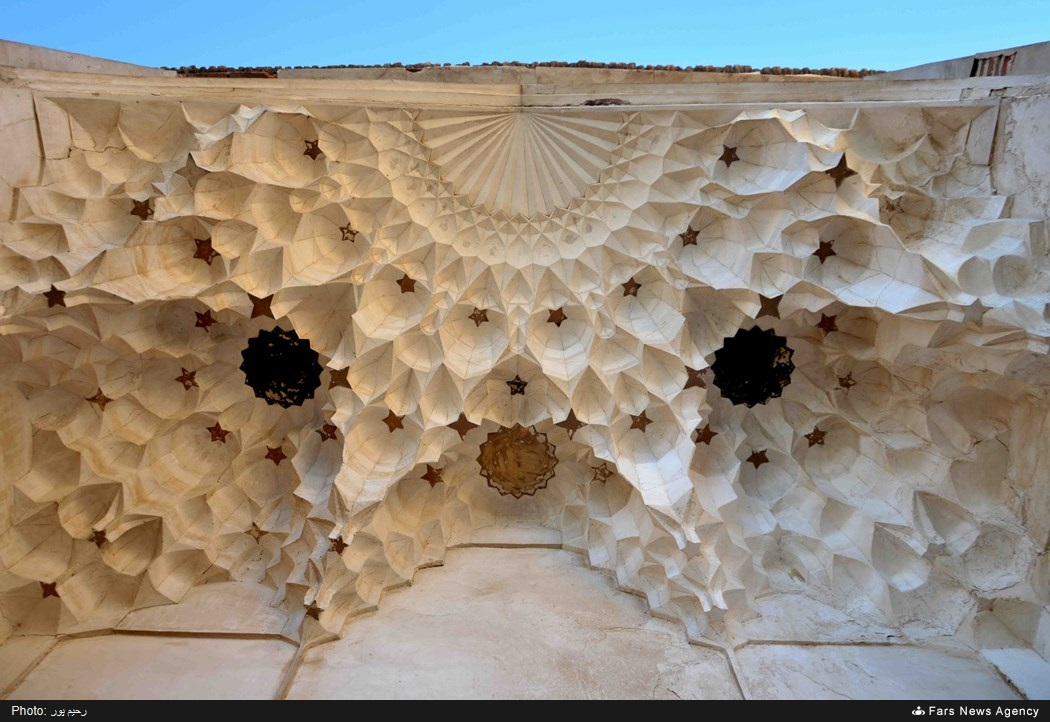